# سارة مور غريمكي
سارة مور غريمكي (26 نوفمبر 1792 - 23 ديسمبر 1873) هي كاتبة أمريكية تنتمي للحركة الإبطالية لإلغاء العبودية وعضو في حركة حق النساء في التصويت. ولدت وترعرعت في ولاية كارولاينا الجنوبية لعائلة غنية بارزة، ثم انتقلت إلى فيلادلفيا، بنسلفانيا في عشرينيات القرن التاسع عشر، حيث انتمت إلى الكويكرز (جمعية الأصدقاء الدينية). وانضمت إليها أختها الصغرى أنجيلينا غريمكي هناك، ونشطت كلتاهما في الحركة الإبطالية لإلغاء العبودية. بعدها بدأت الأختان تحاضران حول إبطال العبودية، ضمن تقليد النساء اللائي كن يتحدثن علنًا حول القضايا السياسية منذ الأيام الاستعمارية، مثل سوزانا رايت وهانا جريفيتس وسوزان بي أنتوني وإليزابيث كادي ستانتون وآنا ديكنسون. وقد تحدثتا عن العبودية ومعرفتهن بها عن قرب، وحثتا على إبطالها، وأصبحتا محاميتين لحقوق المرأة.

## نشأتها
ولدت سارة غريمكي، التي أطلق عليها والداها اسم «سالي»، في كارولاينا الجنوبية، وهي الطفلة السادسة بين 14 طفلاً والابنة الثانية لماري سميث وجون فوشيرود غريمكي، الذي كان ثريًا يعمل في الزراعة ومحاميًا وقاضيًا في كارولاينا الجنوبية.
صاغت خبرات سارة المبكرة في مجال التعليم مستقبلها في الدعوى لإبطال العبودية والنسوية. طوال فترة طفولتها، كانت مدركة تمامًا لتدني مستوى تعليمها مقارنةً بالتعليم التقليدي الذي تلقاه أشقاؤها الذكور. على الرغم من أن أسرتها لاحظت ذكاءها المميز، مُنعت من الحصول على تعليم حقيقي أو متابعة حلمها في أن تصبح محامية، إذ إن طموحاتها كانت تعتبر غير نسائية، فقد تعلمت على يد مدرسين خصوصيين حول مواضيع تعتبر مناسبة لامرأة جنوبية شابة من طبقتها الاجتماعية، حيث تعلمت اللغة الفرنسية، والتطريز، والرسم بالألوان المائية، وعزف الهاربسكورد. وسمح والدها لها بدراسة الجغرافيا والتاريخ والرياضيات من الكتب الموجودة في مكتبته وقراءة كتبه القانونية، بالإضافة إلى تعلمها اللغة اللاتينية.
كانت ماري والدة سارة ربة منزل وعضوًا نشطًا في المجتمع. إذ كانت رئيسة في جمعية تشارلستون الخيرية للسيدات. وكانت ماري أيضًا فعالة في الكنيسة الأسقفية الأمريكية، فكرست نفسها في الغالب للفقراء والنساء المسجونات في سجن قريب. لكن كانت معتقدات ماري صارمة؛ إذ منعتها أنشطتها الخيرية العديدة منعتها من تطوير علاقات حميمة مع أطفالها.
بعد أن شعرت سارة بمحدودية دورها، طورت علاقتها بعبيد أسرتها إلى حد أزعج والديها. فمنذ أن كانت في الثانية عشرة من عمرها، أمضت سارة أيام الأحد في تدريس فصول الكتاب المقدس للعبيد الصغار في المزرعة، وهي تجربة أحبطتها كثيرًا. إذ أرادت بشدة أن تعلمهم قراءة الكتاب المقدس بأنفسهم، وكان لديهم الرغبة للتعلم، إلا أن والديها منعاها من ذلك؛ لأن تعليم القراءة للعبيد كان عملًا غير قانوني. قال والداها أيضًا إن معرفة القراءة والكتابة ستجعل العبيد غير راضين ومتمردين، ما يجعلهم غير مناسبين للعمل اليدوي. وقد كان تعليم القراءة للعبيد محظورًا منذ العام 1740 في كارولاينا الجنوبية.
علمت سارة خادمتها الشخصية هيتي أن تقرأ وتكتب، ولكن عندما اكتشف والداها الأمر، غضب والدها بشدة، وكاد يجلد الخادمة الصغيرة. فأصبح خوف سارة من التسبب في مشكلة للعبيد أنفسهم يمنعها من القيام بهذه المهمة مرة أخرى. بعد ذلك بسنوات، استعادت الحادثة، وكتبت «لقد شعرت بالرضى لتعليم خادمتي الصغيرة المنتظرة في الليل، عندما كان من المفترض أن تكون مشغولة بتمشيط ضفائري. كنت أطفئ الضوء، وأتفحص ثقب المفتاح، ثم نستلقي على بطوننا أمام النار، وكتاب الإملاء تحت أعيننا، لقد تحدينا قوانين ولاية كارولاينا الجنوبية».
ذهب توماس شقيق سارة إلى كلية الحقوق في جامعة ييل عام 1805. وخلال زياراته إلى المنزل، واصل توماس تعليم سارة أفكارًا جديدة حول مخاطر التنوير وأهمية الدين. (توفي توماس في عمر صغير، وقد كان منتميًا لجمعية الاستعمار الأمريكية، ووصف في نعيه بأنه فخور جدًا بتقواه). هذه الأفكار، جنبًا إلى جنب مع دراساتها السرية للقانون، أعطتها بعضًا من الأساس لعملها اللاحق ناشطة. أخبرها والدها أنها لو كانت رجلاً لكانت أعظم محامٍ في كارولاينا الجنوبية. اعتقدت سارة أن عجزها عن الحصول على تعليم عالٍ كان غير عادل. تساءلت عن سلوك أسرتها وجيرانها، الذين شجعوا العبيد على التعميد وحضور خدمات العبادة، لكنهم لم يعتبروهم إخوة وأخوات حقيقيين في المعتقد.
اعتقدت سارة منذ شبابها أن الدين يجب أن يلعب دورًا أكثر نشاطًا في تحسين حياة الأشخاص الذين يعانون أكثر من غيرهم. أخذها سعيها الديني أولاً إلى المشيخية، التي اعتنقتها في عام 1817. ولكن بعد انتقالها إلى فيلادلفيا في عام 1821، انضمت إلى الكويكرز، الذين تعرفت عليهم في زيارة سابقة مع والدها. وهناك أصبحت داعية صريحة للتعليم ولحق التصويت للأمريكيين من أصل أفريقي وللنساء.
بحلول عام 1817، كان والد سارة مريضًا جدًا، وأوصى أطباء تشارلستون بأن يسافر إلى فيلادلفيا ليستشير فيليب سينغ فيزيك. وأصر والد سارة، التي كانت تبلغ 26 عامًا، أن ترافقه كممرضة له، على الرغم من اعتراضها الشديد على ذلك. لكنها تراجعت وغادروا تشارلستون إلى الشمال في مايو عام 1819. عندما اكتشف فيزيك أنه لا يستطيع مساعدة والدها، اقترح أن يستعينوا بهواء البحر في قرية صيد الأسماك لونغ برانش، نيو جيرسي. استقر كلاهما في سكن داخلي، حيث توفي جون فوشرود غريمكي بعد بضعة أسابيع فقط.
نتيجة لهذه التجربة، أصبحت سارة أكثر ثقة بنفسها وأكثر استقلالية ومسؤولة أخلاقيًا. وقد بقيت في فيلادلفيا عدة أشهر بعد وفاة والدها حيث التقت بإسرائيل موريس، الذي كان سيعرفها على جمعية الأصدقاء الدينية، وتحديدًا على كتابات جون وولمان. ثم عادت إلى تشارلستون، لكنها قررت أن تعود إلى فيلادلفيا لتصبح كاهنة من الكويكرز وتترك تربيتها الأسقفية خلف ظهرها. وقد شعرت بالإحراج عندما جرى تجاهلها مرارًا وتكرارًا من قبل المجلس الذي يهيمن عليه الذكور. وبعد أن أصبحت معزولة، كتبت لاحقًا: «لا أعتقد أن أي مجرم محكوم بالإعدام يمكن أن يبدو أكثر خوفًا في يوم الإعدام مما أبدو تجاه اجتماعنا السنوي».
عادت إلى تشارلستون في ربيع عام 1827 لإنقاذ شقيقتها أنجلينا من قيود الجنوب. زارت أنجلينا سارة في فيلادلفيا في الفترة من يوليو إلى نوفمبر من نفس العام وعادت إلى تشارلستون ملتزمة بمعتقد الكويكرز. وبعد مغادرتهما تشارلستون، سافرت أنجيلينا وسارة حول نيوإنجلاند متحدثتين حول إبطال العبودية، في البداية خاطبتا النساء في صالات كبيرة وكنائس صغيرة. بلغ عدد خطاباتهما المتعلقة بالإبطال وحقوق المرأة الآلاف. في نوفمبر 1829، انضمت أنجلينا إلى أختها في فيلادلفيا. وكان لديهما علاقة وثيقة طويلة الأمد، إذ كانت أنجلينا تدعو سارة بالأم؛ لأن سارة كانت عرابتها وراعيتها الأساسية.
في عام 1868، اكتشفت سارة أن شقيقها الراحل كان لديه ثلاثة أبناء غير شرعيين مختلطي العرق من خادمته الشخصية. فرحبت بهم ضمن العائلة، وعملت سارة على توفير التمويل لتعليم أرشيبالد غريمكي وفرانسيس جيمس غريمكي اللذين حققا مهنًا وزيجات ناجحة، وكانا قائدين في الجالية الأمريكية الإفريقية. لم يكن جون، الأصغر سناً، مهتمًا بالتعليم الرسمي وعاد إلى الجنوب ليعيش هناك.

## روابط خارجية
- سارة مور غريمكي على موقع الموسوعة البريطانية (الإنجليزية)